# Йозеф Сміт
Йо́зеф Сміт (нід. Joseph Smit; 18 липня 1836, Ліссе, Нідерланди — †4 листопада 1929, Радлетт, Гартфордшир, Велика Британія) — нідерландський ілюстратор-анімаліст.

## Життя та діяльність
Йозеф Сміт народився в нідерландському містечку Ліссе. Своє перше замовлення попрацювати в Національному природознавчому музеї в Лейдені (Нідерланди) над літографіями для книжки про птахів Голландської Ост-Індії він отримав від німецького орнітолога та герпетолога Германа Шлегеля.  1866 року Філіп Латлі Склейтер (англ. Philip Sclater) запросив Сміта до Британії зробити літографії для його «Екзотичної орнітології» (англ. Sclater's Exotic Ornithology). Крім того, він зробив літографії для книги «Zoological Sketches» Йозефа Вольфа, а також для монографій про фазанів та райських птахів американця Деніела Елліота. Починаючи з 1870 він працював над Каталогом птахів у Британському музеї (1874–1898, редактор Річард Боудлер Шарп) та пізніше над «Кольоровими рисунками птахів Британських островів» лорда Лілфорда  (англ. Lilford's Coloured Figures of the Birds of the British Islands).       
Сміт помер 1929 року в селі Радлетт (англ. Radlett) в англійському графстві Гартфордшир.

## Родина
Його син, П'єр Жак Сміт (1863–1960), який послуговувався іменем Пітер Сміт, також був ілюстратором-анімалістом.

## Галерея

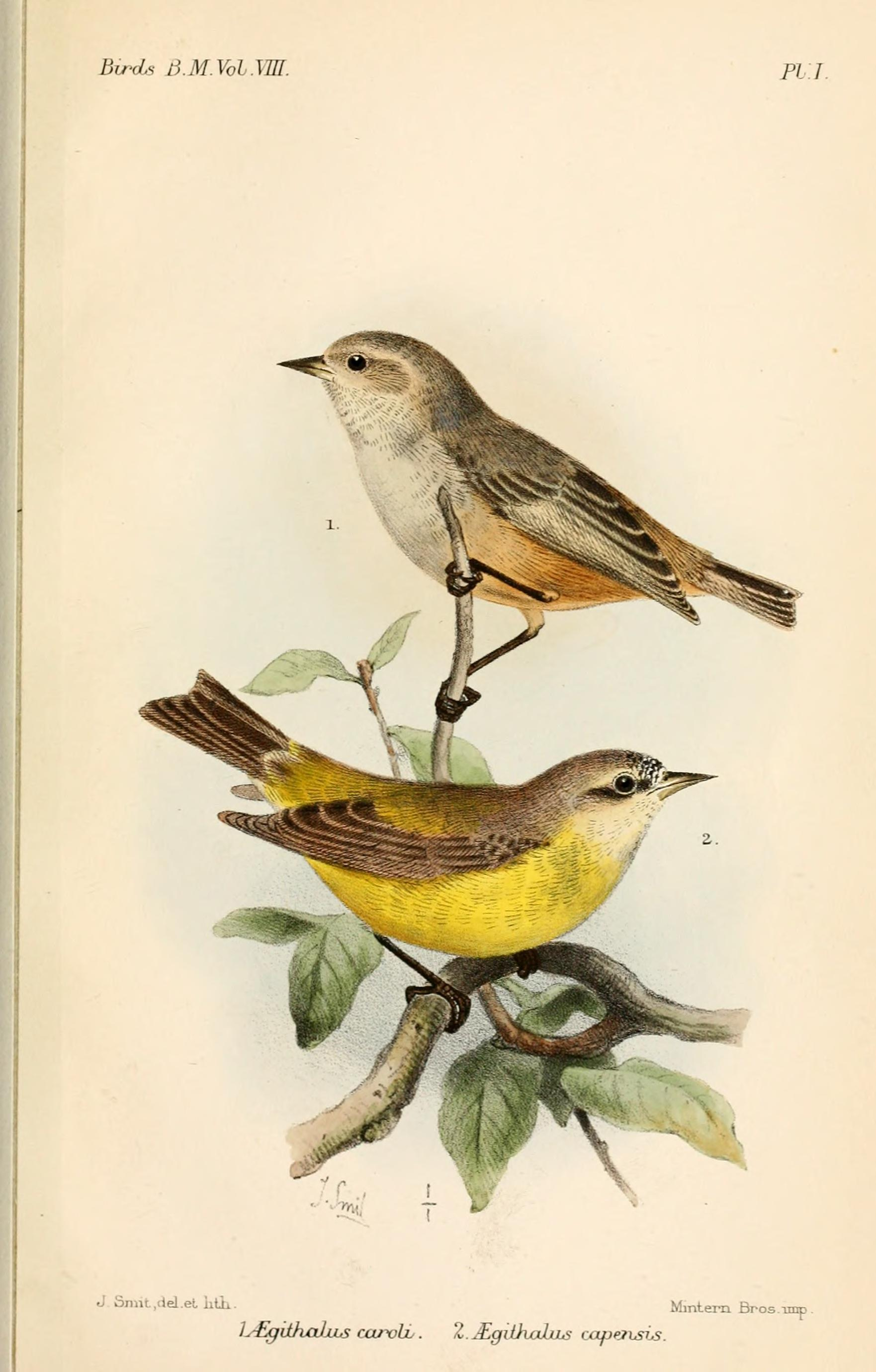
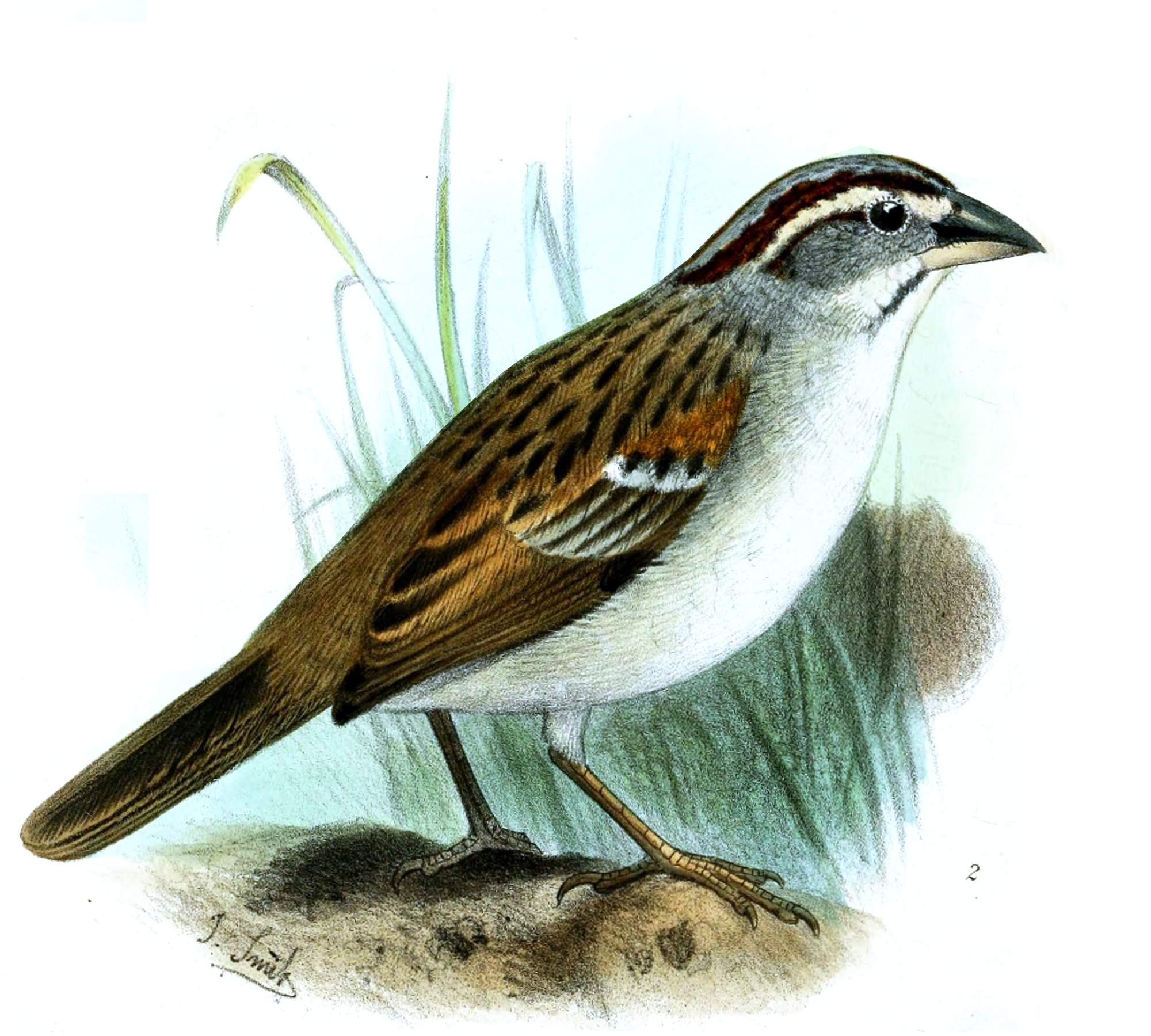
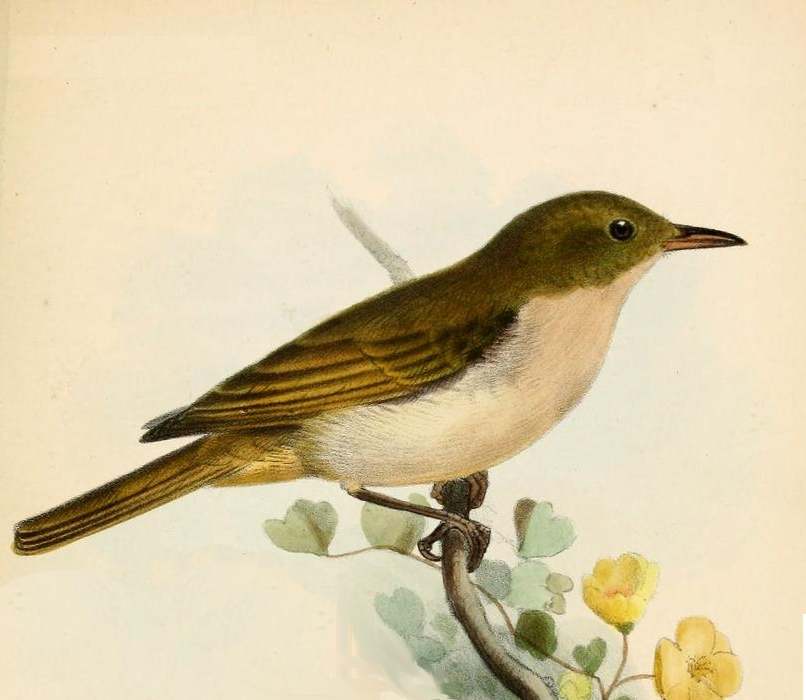
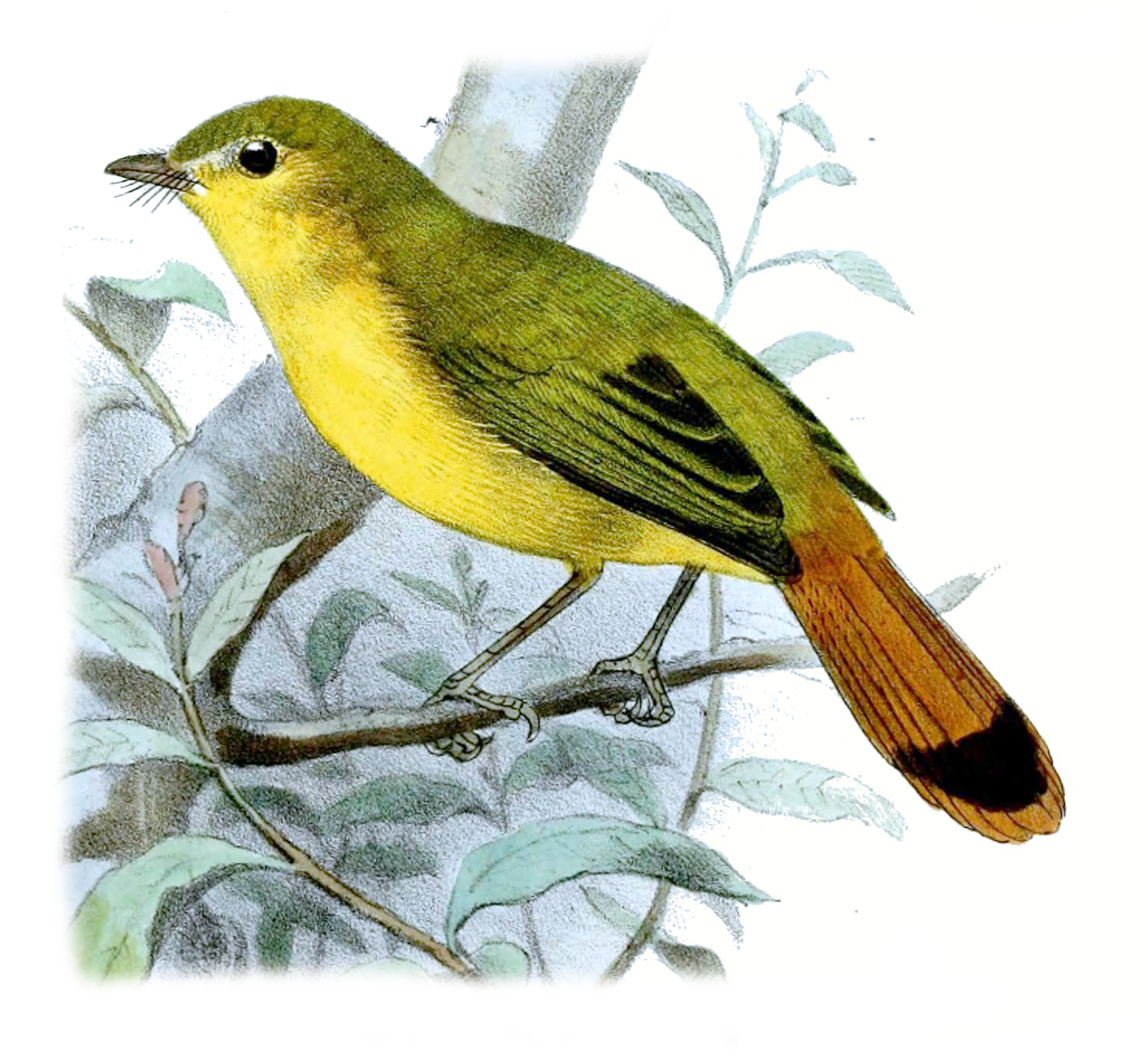
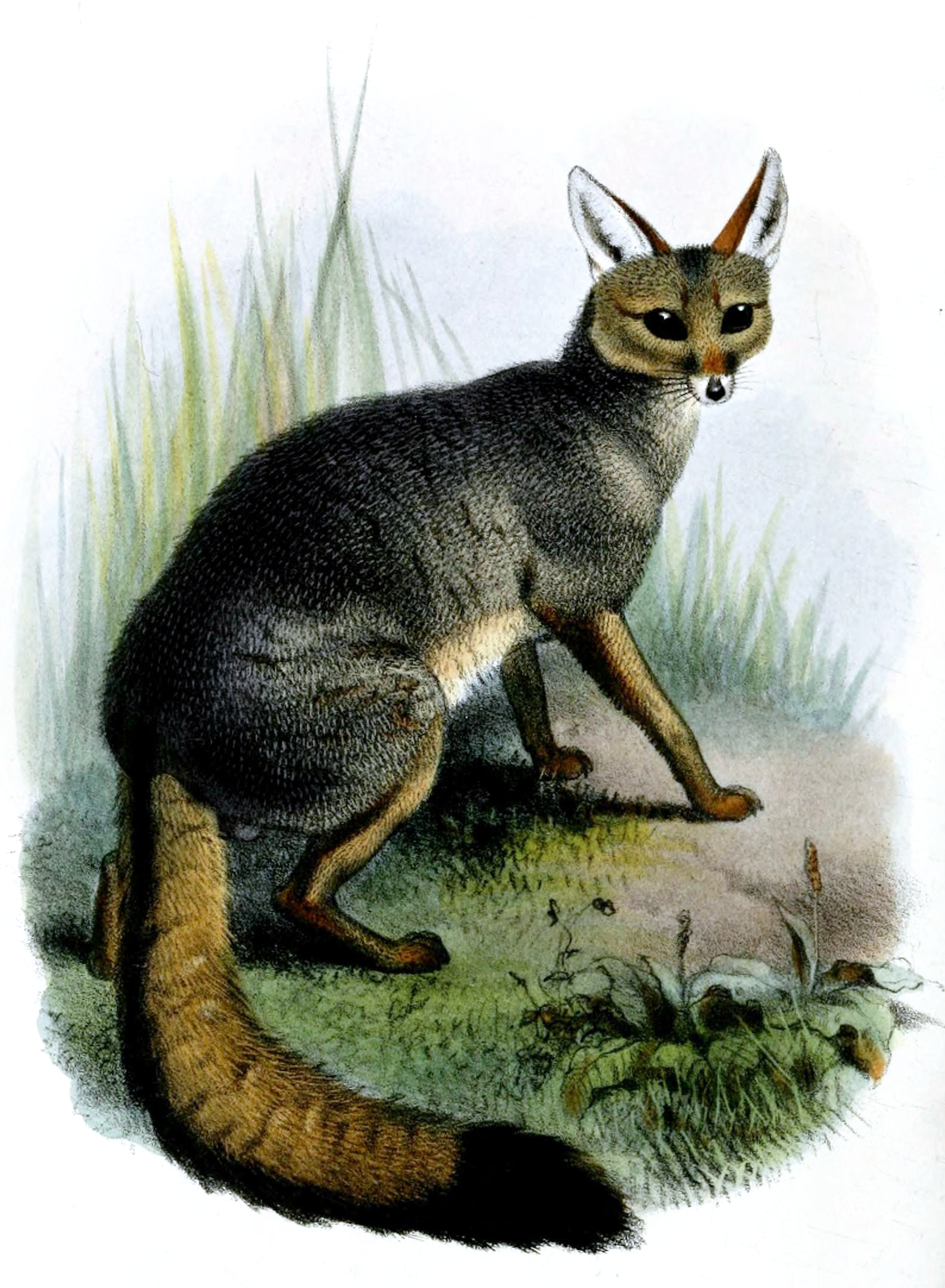
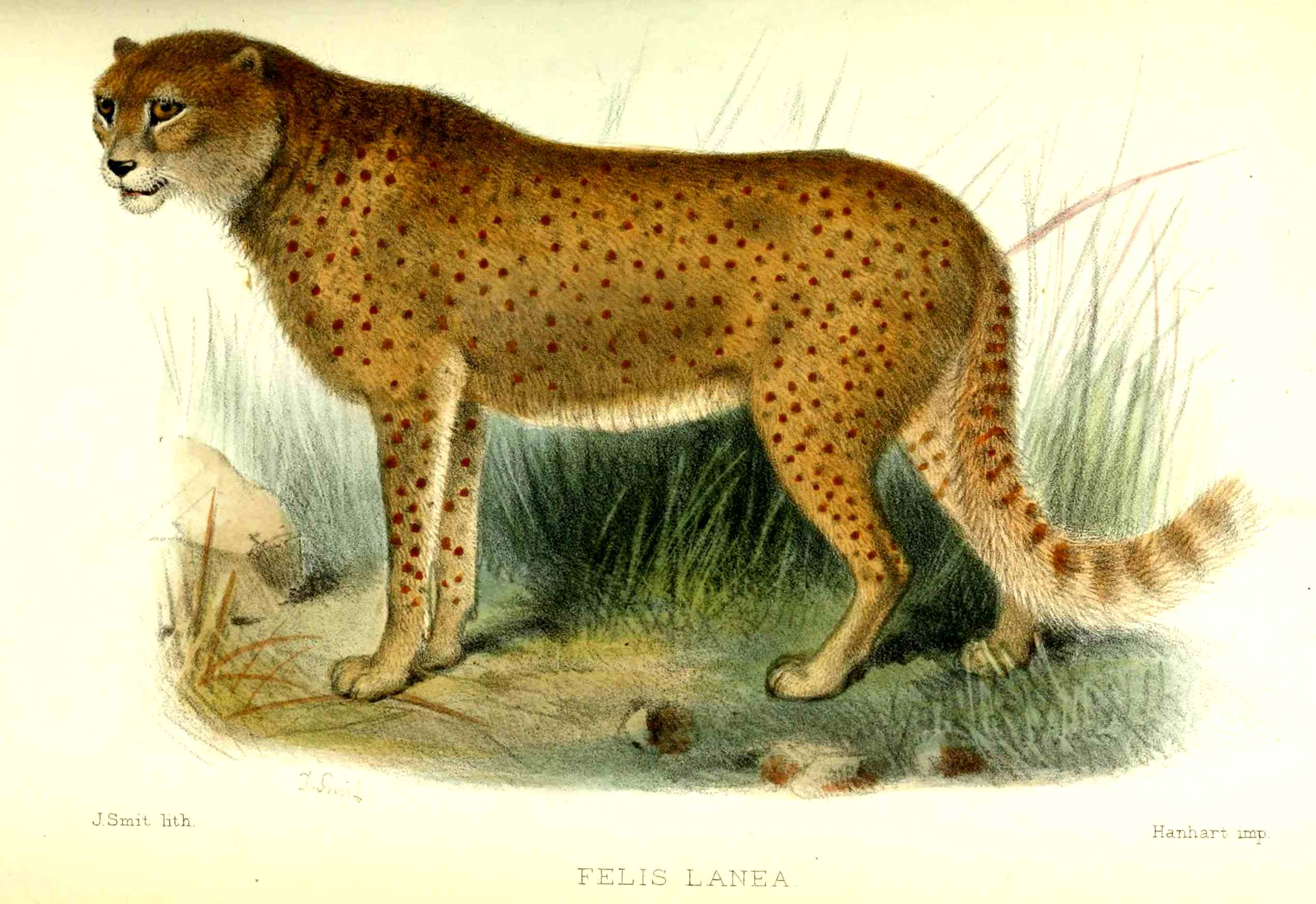